# Eastbrook
Eastbrook és una població dels Estats Units a l'estat de Maine (EUA). Segons el cens del 2000 tenia 370 habitants.

## Demografia
Segons el cens del 2000, Eastbrook tenia 370 habitants, 156 habitatges, i 105 famílies. La densitat de població era de 4,3 habitants/km².
Dels 156 habitatges en un 32,7% hi vivien nens de menys de 18 anys, en un 53,2% hi vivien parelles casades, en un 12,2% dones solteres, i en un 32,1% no eren unitats familiars. En el 24,4% dels habitatges hi vivien persones soles el 7,7% de les quals corresponia a persones de 65 anys o més que vivien soles. El nombre mitjà de persones vivint en cada habitatge era de 2,37 i el nombre mitjà de persones que vivien en cada família era de 2,84.
Per edats la població es repartia de la següent manera: un 25,7% tenia menys de 18 anys, un 5,1% entre 18 i 24, un 34,1% entre 25 i 44, un 26,5% de 45 a 60 i un 8,6% 65 anys o més.
L'edat mediana era de 38 anys. Per cada 100 dones de 18 o més anys hi havia 91 homes.
La renda mediana per habitatge era de 31.667 $ i la renda mediana per família de 37.813 $. Els homes tenien una renda mediana de 25.000 $ mentre que les dones 20.096 $. La renda per capita de la població era de 13.988 $. Entorn del 9,5% de les famílies i el 15,2% de la població estaven per davall del llindar de pobresa.